# Thargelia haloxyleti
Thargelia haloxyleti är en fjärilsart som beskrevs av Ronkay och Zoltan Varga. Thargelia haloxyleti ingår i släktet Thargelia och familjen nattflyn. Inga underarter finns listade i Catalogue of Life.